# Владимир (Петров)
Архиепископ Владимир (в миру Иван Степанович Петров; 25 мая [6 июня] 1828, станица Федосеевская, Область Войска Донского — 2 [14] сентября 1897) — епископ Русской православной церкви, архиепископ Казанский и Свияжский. Духовный писатель. Миссионер.

## Биография

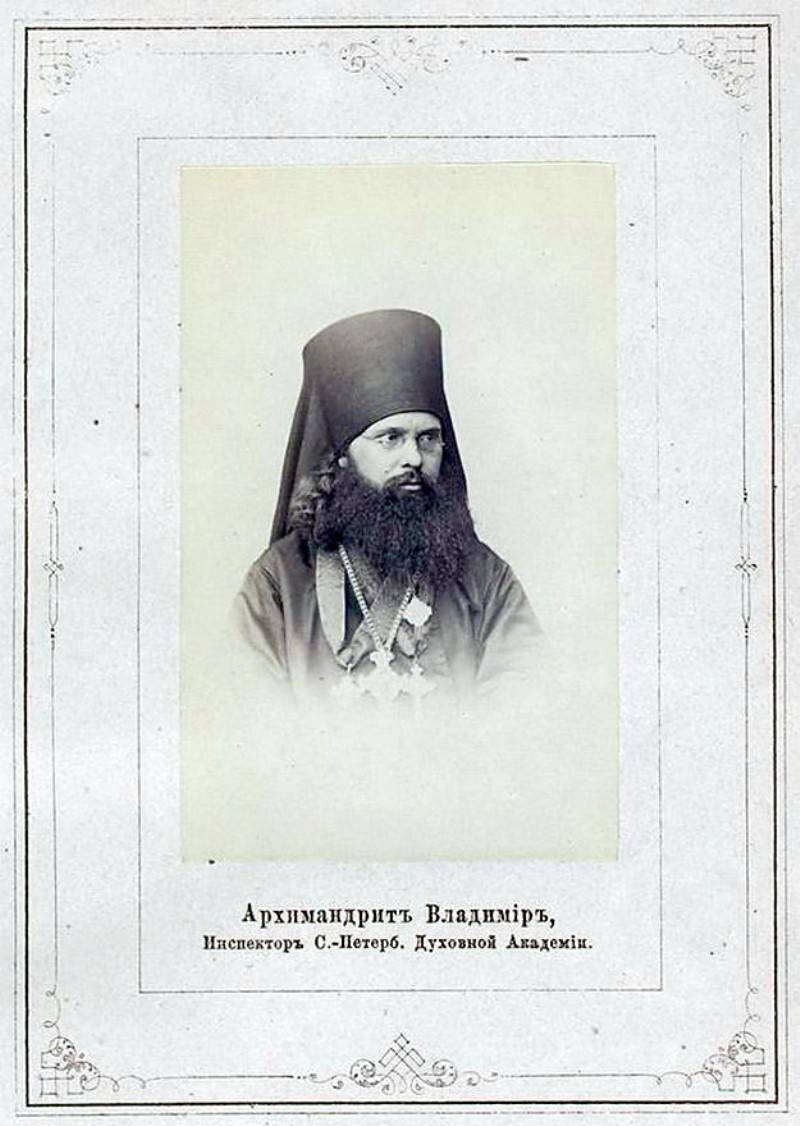
Архимандрит Владимир (Петров), инспектор СпбДА

Родился 25 мая 1828 года в станице Федосеевской области Войска Донского. Сын простого казака, впоследствии священника на Алтае.
В 1849 году окончил Воронежскую духовную семинарию и в 1853 году Киевскую духовную академию со степенью магистра богословия.
19 марта 1853 года принял монашество, будучи на последнем курсе академии.
22 октября 1853 года рукоположен во иеромонаха и определен преподавателем философии и психологии в Орловской духовной семинарии. Исполнял обязанности помощника инспектора семинарии и библиотекаря. Был главным редактором, издателем и даже корректором по составлению «Историко-статистического описания Орловской епархии». При последних работах он несколько раз был командирован в уездные церковные и монастырские архивы: Карачевский, Брянский, Дмитровский, Кромский, Севский и др.
С 30 апреля 1857 года — инспектор Иркутской духовной семинарии.
С 13 июля 1858 года — инспектор Томской духовной семинарии.
И в Иркутске и в Томске он трудился по историко-статистическому описанию епархий.
С 13 сентября 1861 года — инспектор и экстраординарный профессор Санкт-Петербургской духовной академии в сане архимандрита. Будучи инспектором, читал лекции по Догматическому богословию.
Принимал живое участие в учреждении в Петербурге Миссионерского Общества для содействия Алтайской и Забайкальской духовным миссиям и составлен устав для них, и 24 ноября 1865 года накануне открытия этого Общества, он был назначен начальником Алтайской Миссии.
Будучи начальником Алтайской миссии, обратил в христианство из язычников и магометан и присоединил из старообрядчества 6679 человек, причем лично им крещено 406 человек. Для улучшения быта кочевников построил 20 селений для новокрещённых, воздвиг в разных местах 28 церквей и молитвенных домов, выстроил более 30-ти зданий — школ, больниц, аптек, библиотек и т. д.
16 марта 1880 года хиротонисан во епископа Бийского, викария Томской епархии. Хиротонию совершали: епископ Томский Петр и епископ Курский Ефрем, ехавшие из Тобольска.
В Бийске он открыл епархиальное женское училище.
В 1881 году избран почетным членом Казанской духовной академии.
С 6 августа 1883 года — епископ Томский и Семипалатинский. В Томске учредил Братство св. Дмитрия Ростовского и достроил Кафедральный собор, организовал выделку свечей и ввел воскресные чтения.
Много помогал бедным, а за свою миссионерскую деятельность прозван «просветителем Алтая».
В течение своего 17-летнего епископства, до самой своей смерти не оставлял любимой своей миссионерской работы, постоянно совершая поездки по инородческим селениям, научая вере и христианской нравственности новокрещенцев. Его простое сердечное слово и любовь производили глубокое впечатление и служили утверждением к христианской вере. Кроме неутомимой проповеднической деятельности, он переводил и издавал на алтайском языке богослужебные и другие книги.
С 6 марта 1886 года — епископ Ставропольский и Екатеринодарский.
В Ставрополе организовал миссии противосектантскую и противо-раскольническую; для новокрещенцев построил храм, школу, избы для оседлого житья, а на свои средства устраивал даровые обеды для бедных; организовал Свято-Владимирское Братство. Часто посещал Терский лепрозорий, где смело контактировал с прокаженными.
Однажды он при посещении селения Белая Глина, усмотрел, что кладбище в состоянии до крайности печальном и заброшенном, и обратился к народу со словом обличения. Обличил жителей Белой Глины в том, что они, оставляя 100, 1000 и 10.000 рублей в питейных домах, ничего не сделали для охранения кладбищ от скота. «За это поругание над священным прахом христиан православных — за ваше омерзительное пьянство, в ущерб многим богоугодным, за все это бесчиние, нет вам моего архипастырского благословения!…» После этих слов архипастырь направился к выходу. Народ, рыдавший во время этого обличения, вполне сознавая свою вину, бросился на колени, прося прощения и благословения. Преосвященный, сильно растроганный этим всенародным покаянным воплем, с архипастырской любовью простил им грех непочтения родителей и заклинал их впредь с уважением охранять места упокоения своих близких. «Успокойтесь, говорил архипастырь, — как бы, в противном случае, из богатой Белой Глины не осталась здесь одна бездушная глина!».
С 25 ноября 1889 года — епископ Нижегородский и Арзамасский. В Нижнем Новгороде особенно заботился о семинарии.
С 7 мая 1892 года — архиепископ Казанский и Свияжский. В Казани учредил Ольгинский приют. Много жертвовал на Алтайскую Миссию и бедных. Много работал на миссионерском поприще, на нужды Киевской Лавры, на Сербскую Церковь.
14 мая 1896 года награждён бриллиантовым крестом на клобук.
Скончался 2 сентября 1897 года от заражения крови и погребен в Казани в кафедральном соборе, в склепе под алтарем, место погребения он указал сам.